# 佐藤敏郎
佐藤 敏郎（さとう としろう、1853年3月2日（嘉永6年1月23日）- 1912年（明治45年）6月19日）は、明治時代の政治家。衆議院議員（1期）。

## 経歴
出羽国由利郡の矢島藩領内（秋田県由利郡矢島町を経て現由利本荘市矢島町）で平治衛門の二男として生まれる。矢島藩校・日新堂で学んだ。1874年（明治7年）上京し、慶應義塾に入る。のち秋田県会議員に当選し、常置委員となり、副議長、議事課長を歴任した。ほか、秋田県文書、地方、財務各課長を歴任した。
1890年（明治23年）7月の第1回衆議院議員総選挙では秋田県第3区から出馬し当選。衆議院議員を1期務めた。在任中は弥生倶楽部に所属した。